# Proyecto de la bahía de James

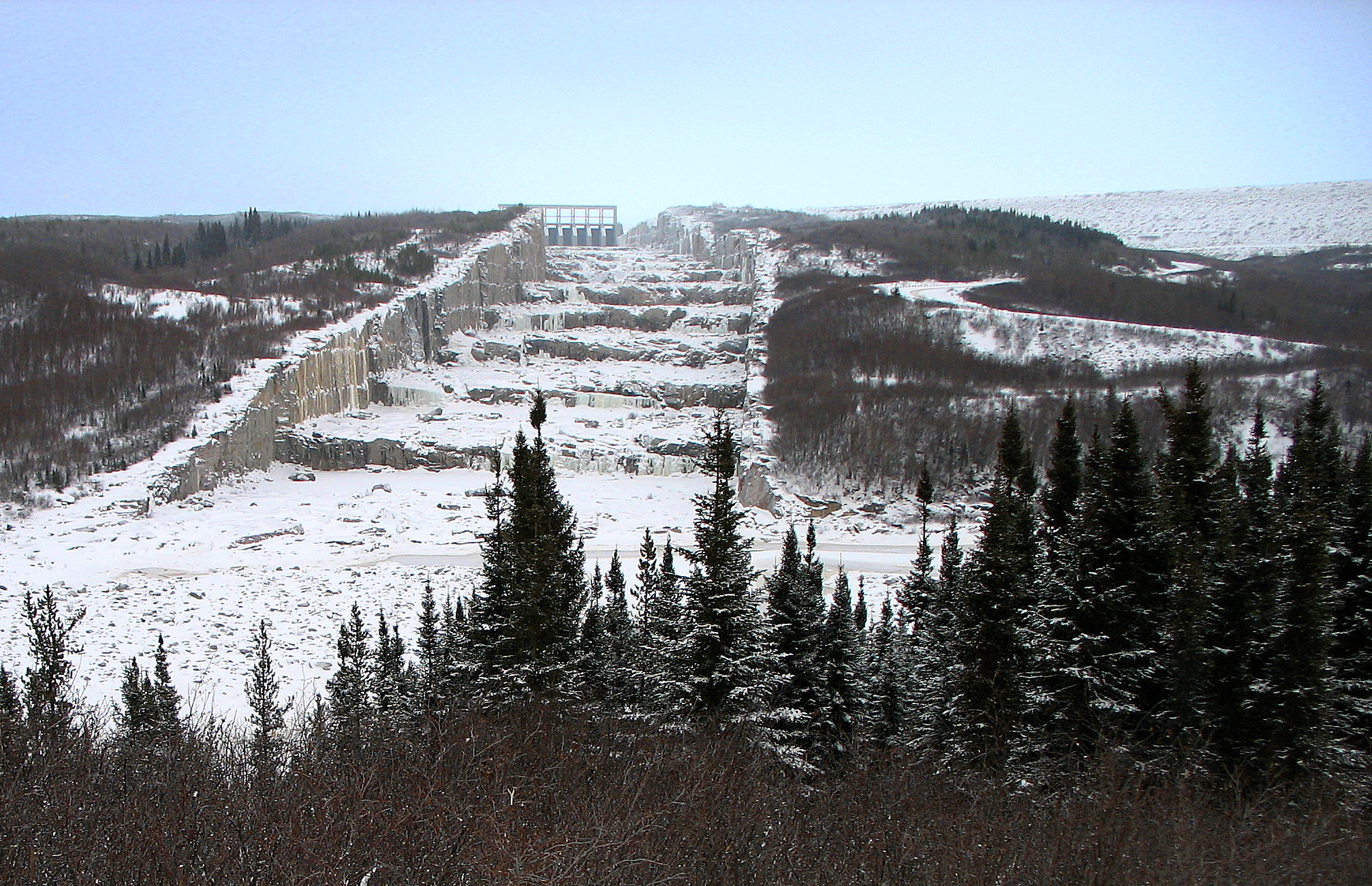
El aliviadero de la presa de Robert-Bourassa (anteriormente La Grande-2)

El proyecto de la bahía de James (en inglés, James Bay Project; en francés, Projet de la Baie-James) se refiere a la construcción por la empresa estatal Hydro-Québec de una serie de centrales hidroeléctricas en el río La Grande en el noroeste de Quebec, Canadá, y la desviación de ríos vecinos hacia la cuenca hidrográfica de La Grande. Se encuentra entre la bahía de James, al oeste, y la península del Labrador al este, y sus aguas fluyen desde la meseta Laurenciana del escudo Canadiense. 
El proyecto abarca un área del tamaño del estado de Nueva York y es uno de los sistemas hidroeléctricos más grandes del mundo. El proyecto ha costado más de 20 000 millones de dólares en su construcción y tiene una capacidad de generar 16 000 MW, tres veces más que todas las centrales eléctricas de las cataratas del Niágara, ocho veces la potencia de la presa Hoover, y unas dos veces la potencia de ocho unidades de reactores en la Central nuclear Bruce, la más grande de Norteamérica. Si se desarrolla completamente incluyendo todas las presas planeadas, así como los proyectos adicionales "Bahía de James II", el sistema generaría un total de 27 000 MW, haciendo así que sea el sistema hidroeléctrico más grande del mundo.

## Historia

Mapa mostrando las distintas instalaciones hidroeléctricas que integran el proyecto de la bahía de James

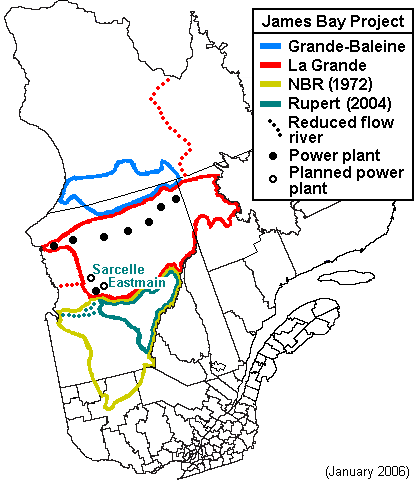
Esquema del "Proyecto de la bahía de James", Quebec, Canadá.

Ya en 1950, el gobierno provisional de Quebec investigó el potencial energético de los ríos torrenciales que recorren el norte escasamente poblado. Hasta finales de los años sesenta, el interés por el desarrollo fue limitado debido a las distancias que implicaba. El coste por sí solo era desalentador, pero la política también retrasó la realización del proyecto. Hasta la elección de Robert Bourassa, un destacado tecnócrata, no comenzó la construcción del Proyecto de la bahía de James. Heredero del legado liberal Lesage de principios de los años sesenta, Bourassa sintió que los amplios recursos hiroeléctricos de Quebec eran el medio más efectivo para lograr la modernización de Quebec. El Quebec septentrional parecía guardar casi ilimitadas fuentes energéticas cuya energía sobrante barata atraería el negocio y ayudarían a pagar servicios sociales inigualados a perpetuidad.

### Los primeros pasos
El 30 de abril de 1971, el primer ministro quebequense Robert Bourassa desveló planes para la construcción de varias centrales hidroeléctricas grandes en los ríos que desembocan en la bahía de James, bien sobre los ríos Nottaway, Broadback, Rupert y Harricana en el sur (Proyecto NBR), o en los ríos La Grande y Eastmain al norte. La elección de los ríos más septentrionales sólo se hizo en mayo de 1972 e implicaba la construcción de cuatro centrales eléctricas en el río La Grande y la desviación de los ríos Eastmain y Caniapiscau hacia la cuenca del La Grande. La responsabilidad del proyecto sería supervisada por la Société d'énergie de la Baie-James, una corporación mixta (pública/privada) de reciente creación controlada por Hydro-Québec, dirigida por Robert A. Boyd.
Puesto que según la ley quebequense no se exigían entonces estudios de impacto ambiental, en el año 1971 se empezó la construcción de una carretera de 700 km hasta el río La Grande, la carretera de la bahía de James, que se terminó en octubre de 1974 con un coste de alrededor de 400 millones de dólares. En 1973 y 1974, se usó una carretera temporal de hielo en invierno para llevar el equipo pesado para la construcción del lecho de la carretera y alrededor de 13 grandes puentes que cruzaban los muchos ríos de la región.
Aunque los nativos crees tenían aquí zonas de caza y de trampeo tradicionales, no había carreteras permanentes ni estacionales. Hubo, no obstante, una fuerte oposición al proyecto entre los cinco mil crees de la bahía de James, los tres mil quinientos inuit al norte y varios grupos ecologistas. Creían que el gobierno de Quebec actuaba violando los tratados y acometiendo expropiaciones ilegales y la destrucción de zonas tradicionales de caza y trampeo. Más aún, los cree y los inuit no habían sido informados del proyecto hidroeléctrico hasta después de que hubiera empezado la construcción del acceso por carretera. En los años sisguientes, los cree y los inuit recibieron una indemnización de ciento cincuenta millones de dólares, negociada por el jefe cree Matthew Coon Come.
En noviembre de 1975, los gobiernos de Canadá y de Quebec firmaron el Acuerdo de la bahía de James y Quebec septentrional con los cree de la bahía de James y los inuit de Quebec septentrional, garantizándoles los derechos exclusivos de caza y pesca sobre alrededor de 170 000 km² de territorio y unos 250 millones de dólares de compensación económica a cambio del derecho a los recursos hidroeléctricos de Quebec septentrional. La planeada central eléctrica de La Grande-1 se construiría unos 50 km más alejada del pueblo cree de Chisasibi de lo que en principio estaba previsto. El Acuerdo también proporcionó un amplio seguimiento medioambiental de todos los aspectos del desarrollo hidroeléctrico en los ríos La Grande y Eastmain y el establecimiento de un proceso de comprobación ecológica conjunta para cualquier futuro proyecto hidroeléctrico que implicase otros ríos de Quebec septentrional.

### Fase I
El período de construcción de la primera fase del proyecto llevó unos 14 años. En 1986, las centrales hidroeléctricas mayores y los embalses del río La Grande estaban casi acabados, incluyendo las centrales eléctricas Robert-Bourassa (en principio llamado La Grande-2), La Grande-3 y La Grande-4, con una capacidad instalada de 10 800 MW, y cinco embalses que abarcan una superficie de 11 300 km². Las desviaciones de los ríos Eastmain y Caniapiscau cada una añadió alrededor de 800 m³/s de agua al río La Grande. Las centrales eléctricas de la primera fase del proyecto de la bahía de James producen alrededor de 65 TWh de energía al año, operando a alrededor del 60  de su máxima capacidad de generar electricidad. 
Durante esta primera fase de construcción se usaron más de 155 000 000 m³ de relleno, 138 000 ton. de acero, 550 000 ton. de cemento y casi 70 000 ton. de explosivos. El proyecto alcanzó a emplear 18 000 personas. De los 215 diques y presas, muchas sobrepasaban la altura de rascacielos, con una que llegaba a 56 plantas. El canal de desviación en la central eléctrica Robert-Bourassa fue tallado a 30 m de profundidad en el lado de la montaña. La caída de agua desde el embalse al río alcanza una altura mayor que la de las cataratas del Niágara. Una red de líneas de transmisión de 4800 km fue necesaria para llevar la energía generada a los consumidores de Quebec meridional. La red contiene varias líneas de 735 kilovoltios y una línea DC de 450 kilovoltios directamente unida a la red de distribución de energía de los Estados Unidos.

### Fase II
A finales de los años ochenta y principios de los noventa, la construcción de la segunda fase del proyecto de la bahía de James se centró en la construcción de cinco centrales eléctricas secundarias en el río La Grande y sus afluentes (La Grande-1, La Grande-2-A, Laforge-1, Laforge-2 y Brisay), añadiendo otros 5200 MW de capacidad generadora a finales del año 1996. Se crearon tres nuevos embalses, con un área de 1600 km², incluyendo el embalse Laforge-1 de 1288 km². Las centrales generadoras de esta segunda fase del proyecto producen alrededor de 18,9 TWh de energía por año, operando a entre el 60 % y el 70 % de su máxima capacidad generadora.
El 13 de marzo de 1989, una enorme tormenta solar causó un fallo en el complejo de La Grande que produjo un apagón en la mayor parte de Quebec que duró unas nueve horas.

### Proyecto del río Great Whale
Durante la construcción de la segunda fase del proyecto de la bahía de James, Hydro-Québec propuso un proyecto adicional en el río Great Whale (francés: Grande rivière de la Baleine, "Gran río de la Ballena"), justo al norte de la cuenca del río La Grande. La oposición de los "cree" fue esta vez aún más grande que a principios de los setenta. En 1990, el Gran Jefe Matthew Coon Come organizó un viaje en canoa desde la bahía de Hudson al río Hudson, en Albany (Nueva York), y este acto de relaciones públicas muy efectivo atrajo la presión internacional sobre el gobierno de Quebec. Los "cree" habían experimentado un considerable choque cultural con la introducción de rutas de transporte permanentes al sur y muy pocos "cree" fueron empleados en la obra de construcción. La pobreza y los problemas sociales siguieron siendo importantes en los aislados pueblos "cree" e inuit de Quebec septentrional, incluso en zonas donde no hay actividades mineras ni hidroeléctricas.
En los años ochenta, el flujo y reflujo natural de los ríos La Grande, Eastmain y Caniapiscau quedó muy modificado, retrasando notablemente la formación de una sólida cubierta de hielo cerca del pueblo "cree" de Chisasibi, y alrededor del 4 % de los territorios de caza y trampeo tradicionales de los "cree" se habían perdido en las tierras sumergidas de los embalses, incluyendo alrededor del 10 % de los territorios del pueblo "cree" de Chisasibi. Al mismo tiempo, nuevas carreteras, motos de nieve y aerolíneas fcilitaban el acceso a lejanos territorios de caza del interior. Aunque estaban altamente motivados, la oposición "cree" al proyecto del río de la Gran Ballena fue en su mayor parte poco efectiva hasta 1992, cuando el Estado de Nueva York se retiró de un acuerdo de compra de muchos billones de dólares debido a la protesta pública y un descenso en las exigencias energéticas. En 1994, el gobierno de Quebec e Hydro-Québec suspendieron el proyecto indefinidamente.

### Desviación del río Rupert
En 2002, el gobierno de Quebec y el Gran Consejo de los "Crees" firmaron un acuerdo significativo, "La Paix des Braves" (literalmente "La paz de los bravos"), asegurando el acabado de la última fase del proyecto original de la bahía de James: la construcción de la central eléctrica Eastmain-1, con una capacidad de 480 MW, y el embalse de Eastmain con una superficie de alrededor de 600 km². 
Un acuerdo posterior de abril de 2004 puso fin a todos los litigios entre las dos partes y abrió el camino a un control medioambiental conjunto de la proyectada desviación del río Rupert, al sur del río Eastmain. El proyecto implica la desviación de alrededor del 50 % del caudal total de agua del río Rupert (y el 70 % del caudal en su punto de desviación) hacia el embalse de Eastmain y al complejo de La Grande, y la construcción de otras dos centrales eléctricas adicionales: Eastmain-1A y Sarcelle, con una capacidad combinada de 888 MW. La desviación Rupert generaría un total de 8,5 TWh de electricidad en la nueva y existentes centrales eléctricas.
El Gran Jefe de los "crees" de Quebec, Matthew Mukash,  elegido a finales del año 2005, se opone a la derivación del río Rupert y favorece la construcción de turbinas de viento.

## Instalaciones hidroeléctricas
Las centrales hidroeléctricas de la cuenca de La Grande son las siguientes:
- Central eléctrica La Grande-1
- Central eléctrica Robert-Bourassa (anteriormente La Grande-2)
- Central eléctrica La Grande-2-A
- Central eléctrica La Grande-3
- Central eléctrica La Grande-4
- Central eléctrica Laforge-1
- Central eléctrica Laforge-2
- Central eléctrica Brisay
- Central eléctrica Eastmain-1
- Central eléctrica Eastmain-1-A (en construcción)
- Central eléctrica Sarcelle (en construcción)

## Impacto ambiental
Desde la fase de construcción inicial en los años setenta, el proyecto de la bahía de James ha creado una compleja cadena de embalses al integrar todas las cuencas de la ribera oriental de la bahía de Hudson, desde la punta meridional de la bahía de James, a la bahía de Ungava, en el norte, desviando el curso del agua de alrededor de cuatro grandes ríos hacia un gran cuerpo hídrico, al final cambiando la dinámica de la tierra, un fenómeno de política ambiental a menudo considerado una política de «primero construye, luego píntalo de verde».
Dos de estos grandes ríos desviados son el Caniapiscau y el Eastmain en los que el proyecto de la bahía de James sumergió alrededor de 11 000 km² de bosque boreal y modificó sustancialmente el curso del agua del río La Grande. El caudal se redujo en un 90 % en la desembocadura del río Eastmain, cerca del pueblo "cree" de Eastmain, alrededor de un 45 % donde el río Caniapiscau desemboca en el río Koksoak, y alrededor de un 35 % en la desembocadura del río Koksoak, cerca del pueblo septentrional de Kuujjuaq. El caudal del río La Grande, por otro lado, se dobló, incrementándose de 1700 m³/s a 3400 m³/s (y de 500|m³/s}} a 5000 m³/s en invierno) cerca del pueblo de Chisasibi en la desembocadura del río La Grande. La desviación del río Rupert al complejo de La Grande incrementaría aún más el caudal del río La Grande, en alrededor de 420 m³/s; el curso del río Rupert quedaría reducido de 840 m³/s a unos de 420 m³/s en su desembocadura, cerca del pueblo de Waskaganish.
Otros impactos ambientales del proyecto pueden relacionarse con los temblores geológicos y los drásticos cambios en el aspecto físico de la tierra. Los niveles de agua fluctuantes resultantes, previamente descritos, afectan áreas de importancia ecológica, llenando las orillas con un considerable número de árboles muertos. Es prácticamente imposible que cualquier planta ribereña que pudiera, de alguna manera, crecer y reemplazar cualquiera de los humedales perdidos en estas zonas de inundaciones estacionales.
Más aún, el proyecto de la bahía de James está sometido a temblores de tierra cerca de las presas hidroeléctricas. Este fenómeno es causado por el peso colosal del río artificial, dando como resultado el movimiento de capas de roca, y aunque los informes oficiales afirman que los embalses son solo estrechos lagos y la ocurrencia de tal desastre es remota, estos temblores geológicos podrían dañar de manera potencialmente fatal a la población local de Quebec y el ambiente que lo rodea, puesto que el suelo de la región se compone principalmente de arcillas sensibles a la caída repentina, y las líneas de falla presentes en el valle de San Lorenzo.
La descomposición de material orgánico en los embalses, se añade aún más, a los altos niveles de metilmercurio (una toxina medioambiental altamente bio-acumulativa) en los lagos y ríos locales, una creciente preocupación de muchos ambientalistas que deriva de la geología y la contaminación atmosférica por las centrales eléctricas alimentadas por carbón de los Estados Unidos y Ontario, Canadá, pero tal impacto se habrá disipado tras 20 o 30 años. El incremento de los niveles de mercurio en el agua, sin embargo, puede ser aún más peligroso, puesto que el metilmercurio se forma en los sistemas acuáticos y además no se elimina fácilmente de los organismos, por lo que queda amplificado en la cadena alimenticia acuática. Así las concentraciones de metilmercurio se incrementan progresivamente en la cadena alimenticia, y si lo ingieren los humanos, puede llevar a envenenamiento por mercurio.
Otros cambios que están relacionados con el delicado equilibrio del ecosistema de la bahía de James pueden verse en las conductas y rutas de migración animal, el desove del salmón y la destrucción de hábitats de vida salvaje. La desviación de ríos hacia la bahía de James puede causar cambios en los patrones hidrográficos de descarga de agua en el mar, afectando al desove del salmón en el río Larch y los hábitats de castores.
Más aún, la población de caribúes que se había ampliado desde los cincuenta, ha adoptado rutas de migración a través de gran parte de la península del Labrador-Quebec, sus miembros se encuentran progresivamente en la zona de la bahía de James, el valle del Caniapiscau, y alrededor del río George. Importantes variaciones del caudal de agua del río Caniapiscau desde 1981 hasta 1984, durante el período en el que se estaba llenando el embalse de Caniapiscau, pudieron haber contribuido a la muerte de 10 000 caribúes en septiembre de 1984 (alrededor del 1,5 por ciento de los rebaños en aquella época). Tradicionalmente, un patrón de migración durante años, pero el subsecuenta rápido tumulto de las aguas demostraron que eran demasiado y llevaron a su muerte. 
Sin embargo, el reducido caudal de los ríos Caniapiscau y Koksoak ha reducido permanentemente el riesgo de inundaciones naturales del Caniapiscau inferior durante el período de las migraciones de los caribúes. Alrededor de 30 000 caribúes se matan cada año por los inuit, "cree" y cazadores meridionales, en su mayor parte estadounidenses y europeos. Más aún, la inversión estacional en el caudal de los ríos pueden potencialmente robar los ricos nutrientes que viven en numerosas llanuras con régimen de marea y marismas costeras, afectando a millones de aves migratorias como anátidas, barnacla canadiense y varias aves interiores que usan las costas de las bahías de Hudson y James durante sus migraciones de primavera y otoño.
El potencial de amplias emisiones de gas con efecto invernadero en grandes embalses hidroeléctricos ha generado también considerable debate desde la conferencia de Kioto sobre el cambio climático de 1997. Sin embargo, las emisiones de gases con efecto invernadero de los embalses septentrionales del complejo de La Grande están entre un 2 y un 8 por ciento de las emisiones asociadas con cualquier generción de energía de combustibles fósiles (y del 1 al 4 por ciento de las emisiones de gas con efecto invernadero de las típicas plantas generadoras de energía alimentadas por carbón de Canadá o los Estados Unidos).[cita requerida]

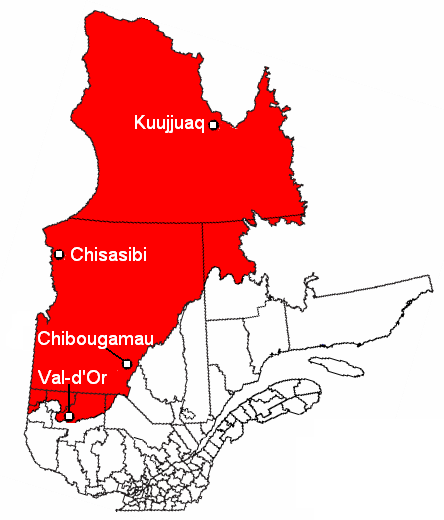
Área que abarca el Acuerdo de la bahía de James y Quebec Septentrional de 1975

## Impacto social

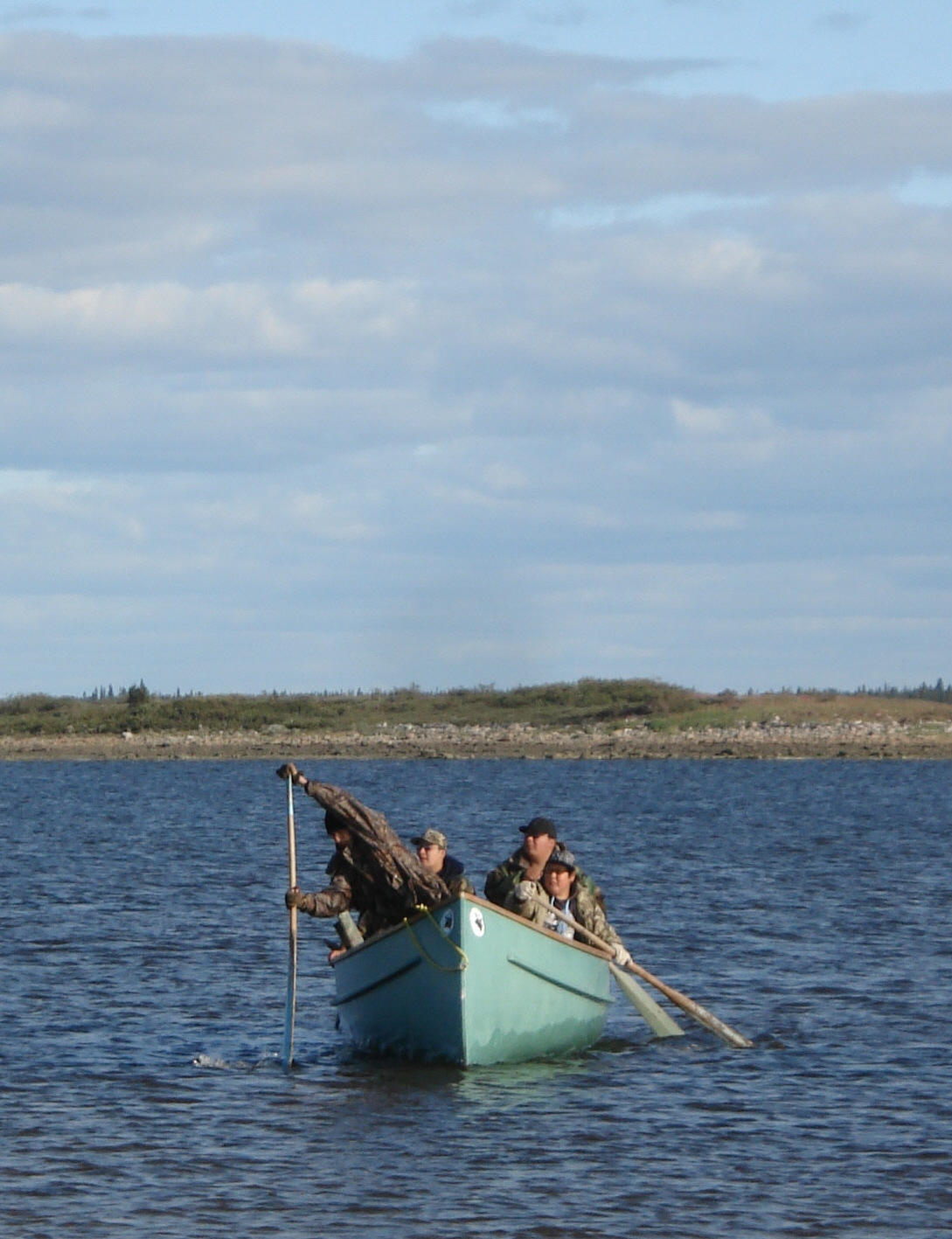
Crees de Chisasibi en James Bay, Quebec, Canadá

El Acuerdo de la bahía de James y Quebec Septentrional fue una piedra miliar en la carrera hacia la modernización económica y social en las comunidades "cree" e inuit de Quebec. En una época en que las actividades de caza y pesca habían declinado en los pueblos "cree", el proyecto de la bahía de James proporciona considerables recursos administrativos y financieros para que los "crees" traten con las consecuencias sociales y ambientales del proyecto y proporcionan un futuro desarrollo económico, tal como la creación de una línea aérea local Air Creebec. El proyecto de la bahía de James también fue un empujón para forjar una identidad colectiva entre los "cree" de Quebec y para el establecimiento del Gran Consejo de los Crees (Eeyou Istchee). El Acuerdo proporcionó recursos de manera notable para grandes estructuras institucionales del gobierno local, el desarrollo económico, escuelas y servicios sanitarios, mayormente bajo el control del Gran Consejo de los Crees y el Gobierno Regional Kativik, en Nunavik. 
Aun así, las consecuencias sociales del proyecto hidrológico en sí palidecen en comparación con el impacto social de los "cree" entrando en contacto directo con la sociedad y las fuerzas económicas del francófono Quebec. El mayor impacto procede de la construcción a principio de los setenta de la carretera de la bahía de James (Route de la Baie James) desde Matagami a la nueva ciudad de Radisson, cerca de la central eléctrica Robert-Bourassa (La Grande-2), y en el vecino pueblo "cree" de Chisasibi. Durante el principal período de construcción de finales de los años setenta, Radisson albergó una población varias veces mayor que la población "cree" de Chisasibi, aunque actualmente tiene una población de alrededor de 500 personas.
No obstante, las comunidades "cree" han continuado ellas mismas impulsando la construcción de carreteras adicionales desde la carretera de la bahía de James hacia el oeste a las villas costeras "cree" de Wemindji, Eastmain y Waskaganish. Estas carreteras, abiertas entre 1995 y 2001, han facilitado aún más el acceso a zonas de caza del interior y animan los intercambios sociales y comerciales entre los pueblos "cree" y con el Quebec meridional. Una carretera separada (Route du Nord) también une la carretera de la bahía de James con Chibougamau, a través del pueblo "cree" de Nemaska. La construcción de estas nuevas carreteras fue en gran medida la obra de compañías de construcción "cree". 
La carretera de la bahía de James también abrió la región a mayores exploraciones mineras y a la explotación de los bosques en la zona meridional de la bahía de James y redujo sustancialmente el coste del transporte. Estas actividades han supuesto aún mayores amenazas para las actividades de caza y trampeo de los "cree" en la región meridional de la bahía de James, notablemente de los pueblos de Waskaganish y Nemaska. Tales actividades, sin embargo, sólo suponían la mitad de la actividad económica de las comunidades "cree" en 1970 y menos del 20 % a finales de los noventa. La caza y la pesca en los pueblos "cree" implica en gran medida a jóvenes y adultos con pocas cualidades profesionales. Tales actividades están aún más sostenidas por un programa de reemplazo de ingresos por el gobierno de Quebec que ofrece el equivalente de un salario anual modesto para los cazadores y sus familias que viven en el bosque durante al menos varias semanas al año.

## Resumen
Mientras el impacto del proyecto de la bahía de James fue importante, por encima de todo para los "crees" de Chisasibi y Eastmain, hay aún cierto debate sobre su impacto medioambiental global. Mientras que el complejo La Grande ha roto partes de un gran ecosistema prístino, también ha dado la oportunidad para obtener miles de gigavatios-hora de electricidad que se genera sin causar contaminación: a diferencia del pantano de la Presa de las Tres Gargantas en China, los embalses septentrionales de Quebec ni reciben lodo de los afluentes corriente arriba, ni producen importantes cantidades de metano, un poderoso gas de efecto invernadero.[cita requerida]